# Куда бы ещё вторгнуться
«Куда бы ещё вторгнуться» (англ. Where to Invade Next) — документальный фильм американского кинорежиссёра-документалиста Майкла Мура. Премьера состоялась в сентябре 2015 года на кинофестивале в Торонто.

## Сюжет
В «Куда бы ещё вторгнуться» Мур, пытаясь найти решение для американских проблем, путешествует по странам Европы (Италия, Франция, Финляндия, Словения, Исландия) и Тунису, рассматривая те направления их политики («от школьных обедов до пенитенциарных систем»), в которых они, по мнению автора фильма, лучше, чем в США.
До премьеры фильма, съёмки которого тщательно скрывались, Мур рассказывал, что его работа посвящена «бесконечной войне» США и её использованию для поддержки американского военно-промышленного комплекса: «После терактов 11 сентября стране постоянно необходим враг, чтобы США могли поддерживать свой оборонно-промышленный комплекс, а компании могли делать на этом деньги. Кто наш следующий враг?»

## Критика
По выражению обозревателя The Guardian Генри Барнса, в «Куда бы ещё вторгнуться» Мур объявляет себя новыми вооружёнными силами США, «вторгается» в другие страны и крадёт их лучшие идеи.
По мнению обозревателя Esquire Стивена Марча, Мур делает в фильме довольно странные утверждения, аналогичные тем, которые он делал в «Боулинге для Колумбины», когда заявлял, что канадцы будто бы не запирают входных дверей в своих домах. По словам Марча, на премьере «Куда бы ещё вторгнуться» во время рассказа с экрана о том, что итальянцы имеют каждый день двухчасовые обеденные перерывы, кто-то из итальянских критиков, присутствовавших в зале, закричал: «Это неправда!»